# ژانگ چنگدونگ
ژانگ چنگدونگ (انگلیسی: Zhang Chengdong؛ زادهٔ ۹ فوریهٔ ۱۹۸۹) یک بازیکن فوتبال اهل چین است.
وی سابقه ۱۵ بازی ملی برای تیم ملی فوتبال چین در کارنامه دارد.